# Associazione Calcio Pisa 1942-1943
Questa voce raccoglie le informazioni riguardanti l'Associazione Calcio Pisa nelle competizioni ufficiali della stagione 1942-1943.

## Stagione
Nella stagione di guerra 1942-1943 il Pisa disputa il campionato di Serie B, con 37 punti si piazza in quarta posizione, affiancata alla Pro Patria, davanti ha solo il Napoli, terzo con 41 punti, e le due promosse Modena e Brescia. Allenata dal tecnico danubiano Jozsef Ging, inizia con tre pareggi fi fila, poi resta fino al termine, tra alti e bassi, nelle prime quattro, cinque posizioni. Si è trattato di un campionato fortemente condizionato dal contesto bellico. Ad esempio il Palermo disputa un girone di andata regolare, poi dopo lo sbarco delle truppe alleate in Sicilia, fatica sempre più a gareggiare, poi a metà marzo la decisione della Federazione di toglierlo dal torneo, annullando tutte le gare fino ad allora disputate. Lo Spezia è stata la squadra più penalizzata da questa soluzione, aveva già vinto le due gare con i siciliani e si è vista togliere 4 punti, il capocannonniere Costanzo al termine ha condiviso il titolo con il fanfullino Gallanti, ma si è visto togliere 4 reti segnate contro il Palermo, altrimenti con 26 reti avrebbe rivinto da solo il titolo, come avvenuto nella stagione precedente. Nella Coppa Italia i nerazzurri pisani escono dal torneo già dai sedicesimi di finale, superati in casa (0-1) dalla Cremonese.

## Rosa
| N. |                   | Ruolo | Calciatore                 |
| -- | ----------------- | ----- | -------------------------- |
|    | Italia (bandiera) | C     | Pietro Acquarone           |
|    | Italia (bandiera) | A     | Mario Barbon               |
|    | Italia (bandiera) | C     | Enzo Bellini               |
|    | Italia (bandiera) | C     | Alessandro Ciferri         |
|    | Italia (bandiera) | A     | Sergio Carniscelli         |
|    | Italia (bandiera) | C     | Pier Francesco De Martinis |
|    | Italia (bandiera) | A     | Natale Faccenda            |
|    | Italia (bandiera) | D     | Renato Ferrarese           |
|    | Italia (bandiera) | A     | Franco Grillone            |
|    | Italia (bandiera) | D     | Renzo Lorenzetti           |
|    | Italia (bandiera) | C     | Umberto Mannocci           |
|    | Italia (bandiera) | C     | Giulio Melecchi            |

| N. |                   | Ruolo | Calciatore        |
| -- | ----------------- | ----- | ----------------- |
|    | Italia (bandiera) | P     | Gino Merlo        |
|    | Italia (bandiera) | A     | Dante Paolini     |
|    | Italia (bandiera) | A     | Renzo Pini        |
|    | Italia (bandiera) | D     | P. Rossi          |
|    | Italia (bandiera) | A     | Vittorio Rovelli  |
|    | Italia (bandiera) | P     | Celestino Russova |
|    | Italia (bandiera) | A     | Sauro Serasini    |
|    | Italia (bandiera) | D     | Arturo Silvestri  |
|    | Italia (bandiera) | D     | Eto Soldani       |
|    | Italia (bandiera) | A     | Luigi Sumberaz    |
|    | Italia (bandiera) | C     | Bruno Taccola     |
|    | Italia (bandiera) | A     | Giuseppe Vigo     |

## Risultati

### Serie B

#### Girone di andata
| Arbitro: | Gnocchini (Alessandria) |

|                 |           |              |
| Castigliano 60’ | Marcatori | 30’ Faccenda |

| Arbitro: | Camiolo (Roma) |

|                      |           |                 |
| Vigo 30’ Ciferri 78’ | Marcatori | 15’, 48’ Romani |

| Brescia 18 ottobre 1942 3ª giornata | Brescia           | 0 – 0 referto | Pisa | Stadium di viale Piave\| Arbitro: \| Zelocchi (Modena) \| |
| Arbitro:                            | Zelocchi (Modena) |               |      |                                                           |

| Arbitro: | Carpani (Milano) |

|                                  |           |  |
| Faccenda 3’ (rig.), 11’ Vigo 71’ | Marcatori |  |

| Arbitro: | Carpani (Milano) |

|                         |           |          |
| Fibbi 35’ Maccarino 85’ | Marcatori | 16’ Vigo |

| Pisa 8 novembre 1942 6ª giornata | Pisa            | 0 – 0 referto | Novara | Campo Sportivo del Littorio\| Arbitro: \| Bellè (Venezia) \| |
| Arbitro:                         | Bellè (Venezia) |               |        |                                                              |

| Arbitro: | Zilli (Reggio Emilia) |

|            |           |  |
| Frossi 27’ | Marcatori |  |

| Arbitro: | Donati (Milano) |

|                                |           |  |
| Paolini 28’ (rig.) Ciferri 73’ | Marcatori |  |

| Arbitro: | L. Bernardi (Savona) |

|                                        |           |                 |
| Paolini 62’ (rig.) Barbon 73’ Vigo 81’ | Marcatori | 10’ Lanciaprima |

| Arbitro: | Silvano (Torino) |

|              |           |                           |
| Paoletti 63’ | Marcatori | 46’, 53’ Vigo 79’ Paolini |

| Arbitro: | Gamba (Napoli) |

|                          |           |              |
| Mannocci 23’ Paolini 71’ | Marcatori | 80’ Bramanti |

| Arbitro: | Donati (Milano) |

|            |           |  |
| Salati 63’ | Marcatori |  |

| Arbitro: | G. Bernardi (Bologna) |

|                                            |           |             |
| Paolini 4’, 56’ (rig.) Barbon 24’ Vigo 79’ | Marcatori | 2’ Ulivieri |

| Arbitro: | Tonnetti (Roma) |

|           |           |          |
| Dapas 61’ | Marcatori | 35’ Vigo |

| Arbitro: | Bellè (Venezia) |

|                          |           |               |
| Mannocci 58’ Bellini 72’ | Marcatori | 63’ Bandirali |

| Arbitro: | Tibaldi (Savona) |

|              |           |                        |
| M. Pieri 47’ | Marcatori | 15’ Barbon 82’ Bellini |

| Arbitro: | Galeati (Bologna) |

|             |           |               |
| Paolini 56’ | Marcatori | 9’, 43’ Sacco |

#### Girone di ritorno
| Arbitro: | Scorzoni (Bologna) |

|             |           |  |
| Paolini 19’ | Marcatori |  |

| Arbitro: | Scotti (Taranto) |

|                        |           |  |
| Trevisani 2’, 38’, 53’ | Marcatori |  |

| Arbitro: | Zambotto (Padova) |

|                      |           |  |
| Bellini 51’ Pini 76’ | Marcatori |  |

| Arbitro: | Tassini (Verona) |

|                           |           |  |
| Zironi 43’, 80’ Galli 45’ | Marcatori |  |

| Arbitro: | Magnoni (Milano) |

|                        |           |             |
| Paolini 44’ Barbon 58’ | Marcatori | 25’ F. Orsi |

| Arbitro: | Neri (Vicenza) |

|  |           |                |
|  | Marcatori | 90+1’ Grillone |

| Arbitro: | Bertolio (Torino) |

|          |           |  |
| Vigo 23’ | Marcatori |  |

| Arbitro: | Galeati (Bologna) |

|                      |           |            |
| Cadregari 69’ (rig.) | Marcatori | 55’ Barbon |

| Arbitro: | Scotti (Taranto) |

|                |           |              |
| Lanciaprima 8’ | Marcatori | 38’ Grillone |

| Arbitro: | Di Pasquale (Varese) |

|                      |           |  |
| Vigo 18’ Paolini 59’ | Marcatori |  |

| Arbitro: | Scarpi (Dolo) |

|                                 |           |  |
| De Carli 68’ Foresti 70’ (rig.) | Marcatori |  |

| Arbitro: | Camiolo (Roma) |

|                                       |           |  |
| Ciferri 7’ Vigo 53’, 60’ Faccenda 77’ | Marcatori |  |

| Arbitro: | Silvano (Torino) |

|                         |           |  |
| Ulivieri 26’ Civili 89’ | Marcatori |  |

| 9 maggio 1943 31ª giornata | Pisa | – n.d. | Palermo-Juventina |  |

| Arbitro: | Scarpi (Dolo) |

|                                                |           |                           |
| Capra 12’, 25’ Bandirali 58’ Gallanti 61’, 72’ | Marcatori | 23’ Serasini 87’ Mannocci |

| Arbitro: | Scorzoni (Bologna) |

|          |           |             |
| Vigo 74’ | Marcatori | 66’ Flumini |

| Arbitro: | G. Rossi (Milano) |

|                              |           |          |
| Pozzo 53’, 90’ Formentin 68’ | Marcatori | 28’ Vigo |

### Coppa Italia
| Arbitro: | Neri (Vicenza) |

|  |           |              |
|  | Marcatori | 87’ De Carli |